# Come Back Home (canção de 2NE1)
"Come Back Home" é uma música gravada pelo girl group sul-coreano 2NE1 para seu segundo e último álbum de estúdio em coreano, Crush (2014). A música foi lançada em 27 de fevereiro de 2014 pela YG Entertainment em conjunto com o lançamento do álbum e serve como uma de suas duas faixas-título. Escrita e produzida por Teddy Park junto com Choi Pil-kang e Dee.P, a música é um híbrido de uma variedade de gêneros musicais, incluindo electropop, R&B, reggae e trap. Uma versão unplugged do single também foi disponibilizada no álbum.
A música recebeu críticas positivas dos críticos de música, que elogiaram seu estilo musical e produção. 2NE1 recebeu vários elogios por "Come Back Home", incluindo Song of the Year – March no 3rd Gaon Chart Music Awards e Melhor Música Eletrônica no Melon Music Awards de 2014. A música manteve a primeira posição no Gaon Digital Chart por duas semanas consecutivas e vendeu quase 1.300.000 unidades digitais no país até o final de 2014.
O videoclipe da música, dirigido por Dee Shin, foi lançado em 2 de março de 2014 e foi conhecido por seu alto valor de produção e uso de imagens geradas por computador. O vídeo, que lembra o filme Matrix (1999), incorpora uma série de elementos distópicos e futuristas entrelaçados com o conceito de paraíso virtual. Para promover a música, 2NE1 apareceu no Inkigayo e M Countdown em março de 2014, e incluiu a música no setlist de sua All or Nothing World Tour.

## Prêmios
| Ano  | Organização              | Prêmio                            | Resultado | Ref.  |
| ---- | ------------------------ | --------------------------------- | --------- | ----- |
| 2014 | Mnet Asian Music Awards  | Melhor Grupo Feminino             | Indicado  | [ 1 ] |
| 2014 | Melon Music Awards       | Melhor música eletrônica          | Venceu    | [ 2 ] |
| 2014 | SBS MTV Best of the Best | Melhor videoclipe feminino        | Indicado  | [ 3 ] |
| 2015 | Gaon Chart Music Awards  | Canção do ano – março             | Venceu    | [ 4 ] |
| 2015 | Golden Disc Awards       | Digital Bonsang                   | Indicado  | [ 5 ] |
| 2015 | Myx Music Awards         | Prêmio de vídeo K-pop favorito    | Venceu    | [ 6 ] |
| 2015 | V Chart Awards           | Melhor videoclipe do ano – Coréia | Venceu    | [ 7 ] |

## Posições
| Tabela musical (2014)                          | Melhor posição |
| ---------------------------------------------- | -------------- |
| Coreia do Sul (Gaon)                           | 1              |
| Coreia do Sul (K-pop Hot 100)                  | 2              |
| Estados Unidos World Digital Songs (Billboard) | 4              |

| Tabela musical (2014)                          | Melhor posição |
| ---------------------------------------------- | -------------- |
| Coreia do Sul (Gaon)                           | 23             |
| Estados Unidos World Digital Songs (Billboard) | 21             |